# Al-Amiriya

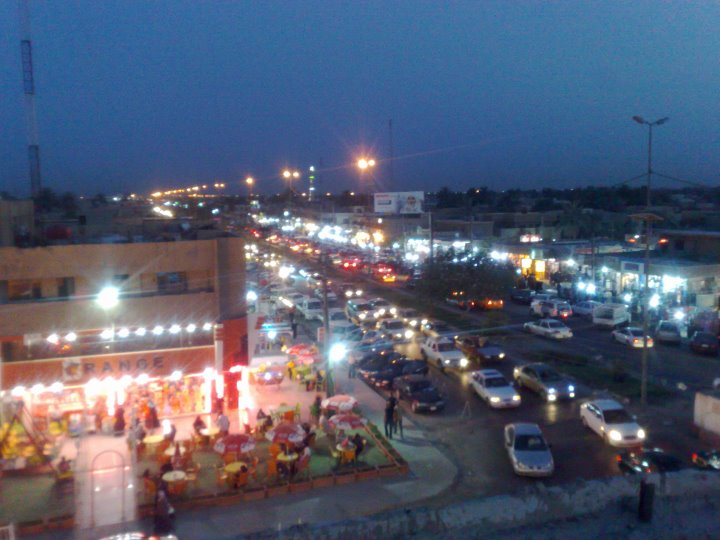
Al-Amiriya

Al-Amiriya (arabisch العامرية, DMG al-ʿĀmirīya) ist ein Stadtteil der irakischen Hauptstadt Bagdad im Stadtbezirk al-Karch (arab. الكرخ) an der westlichen Stadtgrenze.

## Lage
Der Stadtteil befindet sich zwischen zwei Hauptausfallstraßen aus Bagdad: der Straße zum Flughafen Bagdad und der Straße nach der Stadt Abu Ghraib im Westen des Landes. Der Bevölkerung werden eine vergleichsweise gute Infrastruktur und Bildungseinrichtungen geboten.

## Geschichte
Amiriya wurde erst Ende der 1960er Jahre errichtet. Der Zuzug vieler Sunniten aus dem Westen des Irak in der Provinz al-Anbar machte Amiriya zu einem überwiegend sunnitischen Gebiet. Ein sehr hoher Prozentsatz der Bevölkerung stammt aus den Clans Dulaimi Kubaisi sowie Bel und Dari, alle Anbar; es gibt aber auch eine kleine Zahl von schiitischen Arabern, Kurden und Nicht-Muslimen.
International bekannt wurde al-Amiriya während des Zweiten Golfkrieges insbesondere durch den Vorfall am 13. Februar 1991, als die US-Luftwaffe einen Luftschutzbunker durch zwei Präzisionsbomben zerstörte, den sie als militärische Kommandozentrale und damit „legitimes militärisches Ziel“ ansah, wodurch über 400 Zivilisten umkamen. Die US-Regierung bedauerte den Verlust von Menschenleben.